# Викинг-метал
Ви́кинг-ме́тал (англ. Viking metal) — это поджанр метала, характеризующийся лирическим и тематическим акцентом на скандинавской мифологии, скандинавском язычестве и эпохе викингов. Викинг-метал довольно разнообразен в музыкальном плане, до такой степени, что некоторые считают его скорее межжанровым термином, чем поджанром, но обычно его рассматривают как блэк-метал с влиянием скандинавской фолк-музыки. Общие черты включают медленный и тяжелый стиль риффов, гимновые припевы, использование как чистого, так и тяжёлого вокала, использование народных инструментов и часто использование клавишных для создания атмосферного эффекта.
Викинг-метал возник из блэк-метала в конце 1980-х - начале 1990-х годов, разделяя с блэк-металом оппозицию христианству, но отвергая сатанизм и оккультные темы в пользу викингов и язычества. По текстам, звуку и тематическим образам он похож на пейган-метал, но последний имеет более широкую мифологическую направленность и более широко использует народные инструменты. Большинство викинг-метал-исполнителей происходят из стран Северной Европы, и почти все группы утверждают, что их участники прямо или косвенно происходят от викингов. Многие ученые рассматривают викинг-метал и связанные с ним жанры блэк-, пейган- и фолк-метала, как часть более широких современных языческих движений, а также как часть глобального движения возобновления интереса к местным и региональным этническим группам и их прославления.
Несмотря на то, что исполнители, как, например, Led Zeppelin, Yngwie Malmsteen, Heavy Load и Manowar использовали ранее тематику викингов, новаторами этого стиля обычно считают группу Bathory из Швеции с их альбомами Blood Fire Death (1988) и Hammerheart (1990), которые положили начало возобновлению интереса к эпохе викингов среди музыкантов хэви-метала. Enslaved из Норвегии продолжили эту растущую тенденцию, выпустив Hordanes Land (1993) и Vikingligr Veldi (1994). Burzum, Emperor, Einherjer и Helheim, среди прочих, способствовали дальнейшему развитию жанра в начале и середине 1990-х. Еще в 1989 году, с основанием немецкой группы Falkenbach, викинг-метал начал распространяться из стран Северной Европы в другие страны с историей викингов или еще более широким германским наследием и с тех пор оказал влияние на музыкантов по всему миру. Дэт-метал-группы Unleashed, Amon Amarth и Ensiferum, возникшие в начале 1990-х годов, также переняли темы викингов, расширив стиль от его преимущественно блэк-металлического происхождения.

## Фон

### Блэк-метал
Блэк-метал — это экстремальный поджанр метала, который, в основном в Европе, возник из спид-метала и трэш-метала в 1980-х годах. «Первая волна» началась в начале-середине 1980-х благодаря работе таких групп, как Venom, Hellhammer, Celtic Frost, Mercyful Fate и Bathory. Название «блэк-метал» взято из одноименного альбома Venom 1982 года, а одноимённый релиз Bathory 1984 года обычно считается первой настоящей блэк-металлической пластинкой. «Вторая волна» возникла отчасти как реакция на растущий жанр дэт-метала, и частично вдохновленная тевтонской трэш-метал-сценой. Её возглавляла ранняя норвежская блэк-метал-сцена, в которую входили такие группы, как Mayhem, Darkthrone, Burzum, Immortal, Emperor, Satyricon, Thorns, Ulver и Gorgoroth. Ранняя норвежская сцена стала печально известной убийствами, нападениями и многочисленными поджогами церквей, совершенными ее участниками. Лирические темы блэк-метала сосредоточены на сатане и сатанизме, которые многие группы первой волны использовали с насмешливым подходом, в отличие от более серьезных убеждений и яростных антихристианских настроений многих групп второй волны.
В музыкальном плане считалось, что группы первой волны просто играли более тяжелые формы метала – Venom были частью новой волны британского хеви-метала, Celtic Frost по-разному описывали как трэш-метал или дэт-метал, а Куортон из Bathory называл свою музыку просто как «хеви-метал». Лишь во время второй волны блэк-метал получил более четкое определение. Ключевым событием того периода стал стиль игры на гитаре, включающий быстрое, не приглушенное тремоло или «жужжание», введённое Евронимусом из Mayhem и Снорре «Blackthorn» Рухом из Thorns. Другие общие черты игры на гитаре включают высокий или дискантный гитарный тон и сильные искажения. Соло и пониженные настройки редки. В целом, звук гитары имеет тенденцию быть «тонким и хрупким» по сравнению с другими жанрами хеви-метала, при этом идея «тяжести» передается через резкость и тембральную плотность, а не через низкие частоты. Бас-гитара имеет тенденцию быть погребенной под гитарными звуками, даже отсутствовать. Барабаны и даже вокал также часто смешиваются на низком уровне, и эти методы производства приводят к «размытию» звучания. Вокал обычно представляет собой шрайк, скрим или рык, иногда используются гуттурал и гроул. Также часто используются клавишные.

### Предшественники
Использование тем и образов викингов в хард-роке и хеви-метале предшествовало появлению викинг-метала. Например, в текстах песен Led Zeppelin «Immigrant Song» (1970) и «No Quarter» (1973) есть намеки на путешествия викингов, насилие и исследования, причем первая из них вдохновлена визитом группы в Исландию во время тура. Шведская группа Heavy Load часто писала песни на тему викингов, как, например, «Son of the Northern Light» (1978), а Эдуардо Ривадавиа из AllMusic утверждает, что песня «Stronger Than Evil» (1983) доказывает, что Heavy Load является первой викинг-метал-группой. Шведский неоклассик-метал-гитарист Ингви Мальмстин иногда использовал темы гипермаскулинности, героических воинов и викингов; например, в своем альбоме Marching Out (1985). Немецкая группа Grave Digger и американская группа Manowar, образовавшиеся в 1980 году, опирались на скандинавский миф, представленный в произведении Рихарда Вагнера «Кольцо нибелунга». Faithful Breath, которые были одеты в костюмы из меха и рогатых шлемов, и TNT также экспериментировали с тематикой викингов. Manowar гораздо активнее, чем другие группы, переняла образы викингов и стала известной как «чемпионы по меховой набедренной повязке»; они вызвали насмешки даже в метал-сообществе, но привлекли к себе культ последователей. В отличие от более поздних викинг-метал-групп, Manowar не беспокоились об историчности популярного образа викингов и никоим образом не идентифицировали себя с викингами ни в религиозном, ни в расовом отношении. Траффорд и Плюсковски объясняют, что «версия викингов Manowar в такой же степени обязана Конану-Варвару, как и истории, саге или Эдде: для Manowar важна необузданная мужественность, а викинги для них — просто архетипические мужчины-варвары.»

## Характеристики

### Музыкальные черты
Термин «викинг-метал» иногда применялся в отношении норвежской блэк-метал-сцены 1990-х годов, которая была «шумной, хаотичной и часто дополнялась печальными клавишными мелодиями». Его по-разному характеризовали, как поджанр блэк-метала без сатанинских образов, «медленный блэк-метал» с влиянием скандинавской фолк-музыки, почти в равной степени сочетающий блэк- и фолк-метал, или как охватывающий всю гамму «от фолк-метала до блэк- и дэт-метала». Как правило, исполнители викинг-метала в значительной степени полагаются на клавишные, на которых часто играют в «быстром, скачущем темпе». Они часто добавляют «локальные культурные изыски», такие как традиционные инструменты и этнические мелодии. Он похож на фолк-метал и иногда классифицируется как таковой, но в нем менее широко используются народные инструменты. Что касается вокала, то викинг-метал включает в себя как чистое пение, так и типичные для блэк-метала скрим и гроул.
В целом, викинг-метал трудно определить, поскольку, за исключением некоторых элементов, таких как припевы, похожие на гимны, он не полностью основан на музыкальных особенностях и пересекается с другими метал-жанрами, берущими свое начало в блэк- и дэт-метале. Некоторые группы, такие как Unleashed и Amon Amarth, играют дэт-метал, но используют тематику викингов и, таким образом, считаются частью жанра. Как правило, викинг-метал определяется скорее тематическим материалом и образами, чем музыкальными качествами. Викинг-метал не является производной средневековой музыки, «именно в названиях групп, названиях альбомов, оформлении обложек альбомов и, особенно, в текстах песен так очевидны мотивы викингов». Викинг-метал и тесно связанный с ним пейган-метал — это скорее термин или «этикет», а не музыкальный стиль. Поскольку они определяются главным образом лирической направленностью, любая музыкальная классификация этих двух стилей является спорной. Таким образом, викинг-метал — это скорее межжанровый термин, чем описание определенного звучания. Эшби и Шофилд пишут, что «термин "викинг-метал" является одним из многих, которые относятся к сложной сети жанров и поджанров, точная форма которых постоянно меняется, поскольку тенденции и причуды появляются и исчезают». От своего происхождения в блэк-метале, викинг-метал «претерпел разнообразные изменения (по крайней мере, на слух), и теперь охватывает целый ряд стилей, которые варьируются от блэк-метала до того, что можно с полным основанием назвать классическим роком».

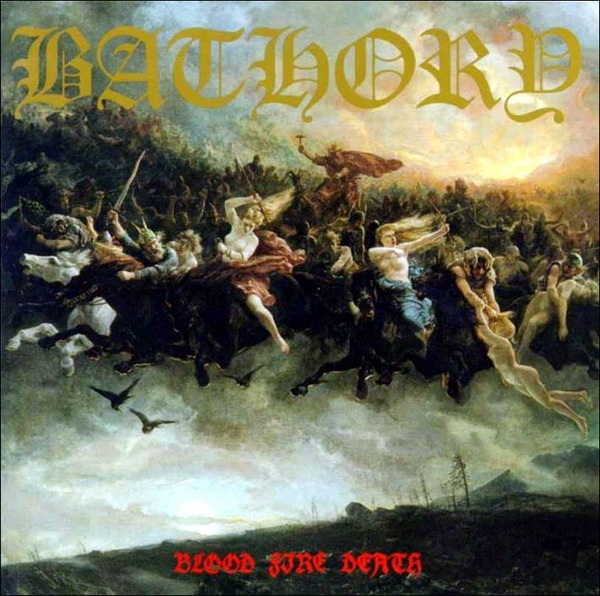
Обложка альбома Blood Fire Death (1988) группы Bathory, на которой изображена «Дикая охота Одина», картина норвежского художника Петера Николая Арбо.

Начиная с альбома Blood Fire Death (1988), одного из первых полноценных викинг-метал-релизов, Bathory включила в себя широкий спектр музыкальных элементов. Сохранив шум и хаос предыдущих записей, группа использовала более печальный и мелодичный подход, работая с балладами, основанными на германском и скандинавском фольклоре, мелодиями, напоминающими шанти, и элементами народной музыки, такими как бурдон, варганы и флейты. Bathory добавила естественные звуки, такие как волны, гром и звуки диких животных, в стиле, близком к musique concrète. Иногда инструменты использовались для создания звукоподражательных эффектов, таких как звуки барабана, имитирующие гром или удары кувалды. Песни имеют сложную форму, состоящую из трех инструментальных частей (вступление, бридж и финал) и двух вокальных (стансы и рефрен).
Enslaved, основополагающая группа викинг-метала, исполняла преимущественно блэк-метал, но со временем стала более прогрессивной. Эдуардо Ривадавиа описал отличительные черты Enslaved как «темы викингов, острые как бритва гитары, бласт-биты и умение оркестровать, что приводит к сложным структурам, обильным гармониям и изменениям во времени». Группа значительно развивалась с каждым альбомом, начиная с альбома Mardraum – Beyond the Within (2000).
Фарерская группа Týr — это стандартная рок-группа, играющая на электрических инструментах, но в своих песнях она широко использует традиционную фарерскую музыку. В фарерских балладах, как правило, используются необычные музыкальные размеры, чаще всего это 7
4 или альтернативные 12
8 и 9
8. Пытаясь воспроизвести эти неровные нотки, Týr часто делают акцент на слабых долях такта. В песнях, основанных на старинных фарерских балладах, Týr обычно звучит в гармоническом или мелодическом миноре, а также в миксолидийском ладу.

#### Влияние шанти и популярных СМИ
Малвани утверждает, что «викинг-метал гораздо меньше связан с традиционным звуковым материалом, таким как инструменты и мелодии. Вместо этого викинг-метал-группы ограничиваются в основном использованием скандинавской мифологии в качестве текстового источника, который они часто дополняют стилизованными мелодиями в стиле шанти, призванными вызывать соответствующие образы»". Он уточняет:

Хотя большинство викинг-метал-групп ... ограничиваются в первую очередь текстовыми заимствованиями, многие другие могут быть дополнительно классифицированы как музыкально напоминающие викингов. В отличие от фолк-метал-групп, опирающихся на другие мифологии, группы, использующие скандинавскую мифологию в качестве текста, не имеют музыкально-исторических примеров, усиливающих их иллюзию. Это привело к созданию исторической «музыки викингов», которая используется в тандеме с металлическим стилем, чтобы вызвать в воображении соответствующие образы.
Оригинальный текст (англ.)Although the majority of Viking metal bands ... limit themselves primarily to textual borrowings, many others can be additionally classified as musically evocative of the Vikings. Unlike folk metal bands drawing from other mythologies, bands using Norse mythology as text have no musical-historical examples to augment their illusion. This has led to the creation of an ahistorical 'Viking music' that is used in tandem with the metal style to conjure up appropriate images.

По словам Малвани, викинг-метал в значительной степени опирается на морские шанти и медийные образы пиратов и викингов, влияние которых проявляется в двух основных формах жанра. Первый тип «в основном ступенчатый, с множеством повторяющихся нот», часто исполняется в минорной тональности и в основном поется в унисон. Второй тип использует «дугообразную структуру подъема-спуска» и в меньшей степени зависит от текстов песен, что делает его «более похожим на накатывающие волны в открытом море». В качестве примеров первого типа Малвани рассмотрел конструкции морских шанти, таких как «Drunken Sailor», версии песни «Dead Man's Chest» из фильмов 1934 и 1996 годов, песню «Viking» Марио Нашимбене из фильма «Викинги» 1958 года, а также песню «Spam» из скетча Монти Пайтона, и обнаружил аналогичные структуры в композициях викинг- и блэк-метал-групп, таких как Einherjer, Mithotyn, Naglfar и Vargevinter. Второй тип, а именно дугообразный подъем и спуск, Малвани заметил в композициях Einherjer и Borknagar.
Влияние шанти является результатом стереотипов, в которых определенные слуховые ассоциации приравниваются к «образам моряков, морских мародеров и викингов», и «хотя эти слуховые образы укоренены в традиционных морских шанти, они увековечены посредством пиратских фильмов и телевизионных шоу, и они были распространены – по ассоциации – на викингов». Эшби и Шофилд согласны с Малвани в том, что в музыкальном плане викинг-метал-группы, как правило, не связаны с настоящим прошлым викингов, но вместо этого ассоциируются с более широким представлением о море, предполагая, что «это смешение морских контекстов знакомо, но, тем не менее, вызывает какие-то воспоминания».
Кит Фэй из фолк-метал-группы Cruachan также отметил влияние шанти на викинг-метал, хотя и пренебрежительно. В интервью британскому журналу Terrorizer он сказал, что «по-настоящему определенной "музыки викингов" не существует, поэтому все эти скандинавские группы используют мелодии типа "шанти", чтобы соответствовать своей музыке. Многие из этих групп, особенно крупные, называются фолк-метал, но на самом деле они не понимают, что такое настоящая фолк-музыка; хотя я знаю, что это относится не ко всем из них».

### Тематическая и лирическая направленность

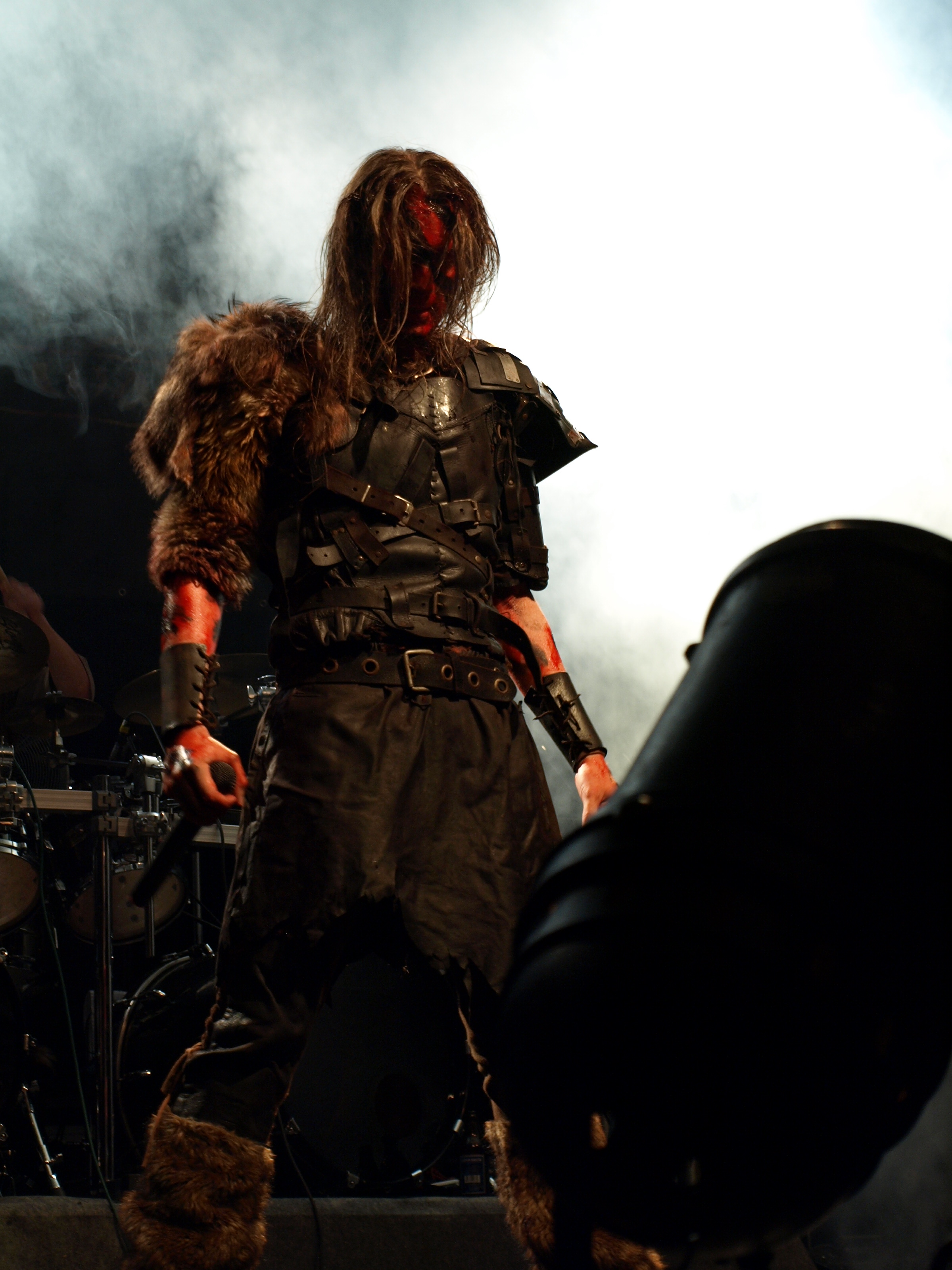
Некоторые группы привносят имидж викингов и на сцену. На фото — Матиас Нюгард из Turisas

Тематически викинг-метал во многом опирается на элементы блэк-метала, но тексты и образы скорее языческие и скандинавские, чем антихристианские или сатанинские. Он сочетает в себе превознесение насилия и мужественности с помощью оружия и баталий, что характерно для многих дэт- и блэк-метал-групп, с интересом к исконным корням, особенно дохристианскому наследию, которое выражается через мифологию викингов и образы северных пейзажей. Некоторые группы, такие как Sorhin, сохраняют сатанинские элементы блэк-метала, но в музыкальном плане находятся под влиянием народных мелодий. Визуальные эффекты, такие как обложки альбомов, фотографии групп, дизайн веб-сайтов и товары, подчеркивают мрачный и жестокий взгляд на тексты и темы викинг-метала. Морские пейзажи и корабли викингов широко используются в викинг-метале. Например, обложка альбома Blodhemn (1998) группы Enslaved, где группа изображена в образе воинов-викингов с пришвартованной за ними лодкой, или обложка Dödsfärd (2003) группы Månegarm, на которой изображено стереотипное погребение викингов Обложки альбомов в викинг-метале часто изображают археологические находки эпохи викингов: особенно распространены молоты Тора, но появляются и другие артефакты, такие как Осебергская ладья, рунические камни и даже Шлем из Саттон-Ху (хотя этот последний артефакт не принадлежит ни викингам, ни Эпохе викингов). Некоторые группы используют гораздо более древние, досредневековые образы, например, финская группа Moonsorrow использует доисторические наскальные рисунки и мегалиты. Другие финские группы, такие как Ensiferum, Turisas и Korpiklaani, сосредотачиваются на саамских традициях и шаманизме, еще больше расширяя определение викинг-метала. Не все группы полагаются на визуальные эффекты, связанные с викингами, или другие образы предков, чтобы подчеркнуть свой музыкальный характер, например, участники Týr не носят костюмы викингов на сцене, и только их музыка с влиянием фолка и лирические темы отличают их от других метал-исполнителей.
В то время как хеви-метал на протяжении всей своей истории отсылал к оккультизму, викинг-метал-группы используют очень специфическую мифологию, которая определяет их текстовый выбор, образы альбомов и, зачастую, музыкальные композиции. Несмотря на целый пантеон скандинавских богов, викинг-метал-группы обычно сосредотачиваются на Одине, боге войны, а также на Торе и его молоте. Алкоголь, особенно медовуха, также является частым предметом лирики. Викинг-метал-группы склонны следовать одному из двух подходов. Первый — это романтизм и эскапистские идеи, когда группы культивируют образ силы и варварства и цитируют отрывки из различных стихов и саг. Второй подход подчеркивает историческую точность, обычно полагаясь на скандинавскую мифологию как единственный фокус лиризма и идентичности. Многие викинг-метал-группы идентифицируют себя с локальными корнями (например, Moonsorrow с Финляндией или Einherjer с Норвегией), а на втором месте стоит более широкая североевропейская идентичность.
Многие песни написаны на английском языке, но викинг-метал-группы часто пишут тексты на других языках, обычно северогерманских – норвежском, древнескандинавском, шведском, датском и, реже, исландском и фарерском – а также на финском, который не является Германским. Иногда используются и другие европейские языки, такие как немецкий, древневерхненемецкий, латынь, голландский, саамский или галльский. Фанаты хеви-метала по всему миру иногда изучают такие языки, как норвежский или финский, чтобы понять тексты песен любимых групп и улучшить своё понимание музыки. Ирина-Мария Манеа считает это предпочтение петь на родном языке, наряду с изображениями обложек альбомов и сценическими выступлениями, которые часто включают костюмы воинов, оружие, а иногда и реконструкции, демонстрацией фёлькиш-аспекта викинг-метала. В частности, тематическая направленность викинг-метал-групп концептуализирует этничность как единую, неизменную историю с «незапамятных времен», то есть, как утверждает Манея, «именно в рамках фёлькиш».

#### Язычество и противостояние христианству
Образы викинг-метала опираются на материальную культуру, созданную в эпоху викингов, но, по словам Траффорда и Плюсковски, они также «охватывают широкую семиотическую систему, которую предпочитают многие блэк- и дэт-метал-группы, не в последнюю очередь ликующие по поводу насилия и гипер-мужественности, что выражается посредством оружия и баталий». В викинг-метале эта семиотическая система слита с интересом к исконным корням, особенно дохристианскому наследию, «выраженному визуально через мифологию викингов и эстетику северных пейзажей». Чрезвычайная и навязчивая ненависть к христианству долгое время была нормой для блэк- и дэт-метал-групп, но в 1990-х годах Bathory и многие другие группы начали отворачиваться от сатанизма как основной оппозиции христианству, вместо этого поверив викингам и Одину. Многие исполнители заявляют о своей принадлежности к германскому неоязычеству, рассматривая христианство как иностранное влияние, навязанное насильственно, и, следовательно, как несправедливость, которую необходимо исправить.
Некоторые участники норвежской блэк-метал-сцены были мотивированы к насильственным действиям против этого влияния – например, поджоги церквей, совершенные блэк-метал-музыкантами Варгом Викернесом, Самотом, Фаустом, Йорном Инге Тунсбергом и другими. Хотя большинство групп или отдельных лиц не зашли так далеко, скрытые течения расизма, национализма и антисемитизма продолжают пронизывать некоторые части блэк-метал-сцены. Многие викинг-метал-исполнители, в том числе такие группы, как Enslaved и Einherjer, просто выражают интерес к викингам и скандинавской мифологии и полностью отвергают сатанинскую направленность блэк-метала, сочиняя почти исключительно на скандинавские темы, без какого-либо расистского или антисемитского подтекста. В то время как блэк-метал в 1990-е годы занимал воинственную и деструктивную позицию по отношению к существующему положению вещей, викинг-метал обращался к прошлому и придерживался популистского, антисистемного подхода, который избегал насилия. Викинг-метал одновременно дохристианский и постапокалиптический – он смотрит на дохристианское прошлое и представляет постхристианское будущее. В то время как противодействие христианству способствовало формированию викинг-метала, некоторые группы, играющие или игравшие викинг-метал, такие как Slechtvalk, Drottnar, Vardøger и Holy Blood, придерживаются христианских убеждений.
Дэвид Кивилл утверждает, что явно антихристианское отношение большинства викинг-метал-исполнителей является анахроничным взглядом на эпоху викингов. Кивилл объясняет, что «в то время как группы использовали [мифологию викингов] в качестве основы для своего музыкального существования... историческая реальность эпохи викингов (с конца 8-го по 11-й век) представляет собой пестрый фон из множества систем верований и различных политических механизмов». В качестве исторического примера он приводит набег на Линдисфарн в 793 году, событие, которое считается началом эпохи викингов и отмечается Enslaved в песне «793 (Slaget Om Lindisfarne)». Он утверждает, что это нападение было просто оппортунистическим набегом, а не согласованным нападением на растущую мощь христианства и что термин «язычник» исторически не обязательно означал «антихристианин», но эти люди не подходили под конфессиональный ярлык. Более того, скандинавская религия и христианство смешивались и влияли друг на друга на протяжении всей эпохи, и христианство часто насаждалось через монархические режимы (Харальд Клак и Харальд Блютуз), или конверсионные движения, как, например, инициированные Ансгаром. Кивилл заключает: «Дело не в том, что такие группы, как Amon Amarth, не должны пренебрегать своим скандинавским наследием, воинственным характером предков или обычаями, которые могли бы иметь место в отдаленных племенных обществах, просто исключать наличие подавляющего влияния христианства на эпоху викингов - это невероятно узколобо».

#### Отношение к пейган-металу
Викинг-метал считается прародителем жанра пейган-метал, а альбом Hammerheart (1990) группы Bathory стал первой пейган-метал-записью. Вайнштейн пишет, что «это вполне уместно, что пейган-метал начался с викинг-метала, учитывая, что викинги были последними язычниками в Европе, которые медленно и неохотно обращались в христианство». Имке фон Хельден объясняет некоторые ключевые различия: «[пейган-метал] имеет дело в основном с языческими религиями и находится в более широком контексте, где рассматривается не только древнескандинавская мифология, но также кельтские мифы и история, сказки и другие элементы фольклора. Традиционные инструменты, такие как скрипка или флейта, чаще используются в пейган-, чем в викинг-метале». Идея включения и уважения исключительно национальных или региональных мифов, историй и сказок впервые укоренилась в работах таких исполнителей, как Adorned Brood, Falkenbach, Black Messiah, Enslaved или Einherjer, но как музыкальный феномен вырос далеко за пределами Европы и превратился в глобальную тенденцию, в которой исполнители выражают свою близость к этническому наследию. Викинг-метал, наряду с пейган- и фолк-металом, является частью тенденции в движениях за культурное наследие, направленной на более широкое признание наследия обыденности и повседневной жизни, а не только национально значимых и культовых образов, а также тенденции исследовать внешние области наследия, где определения наследия и культурно-исторических сообществ растянуты и оспариваются.

#### Мужественность

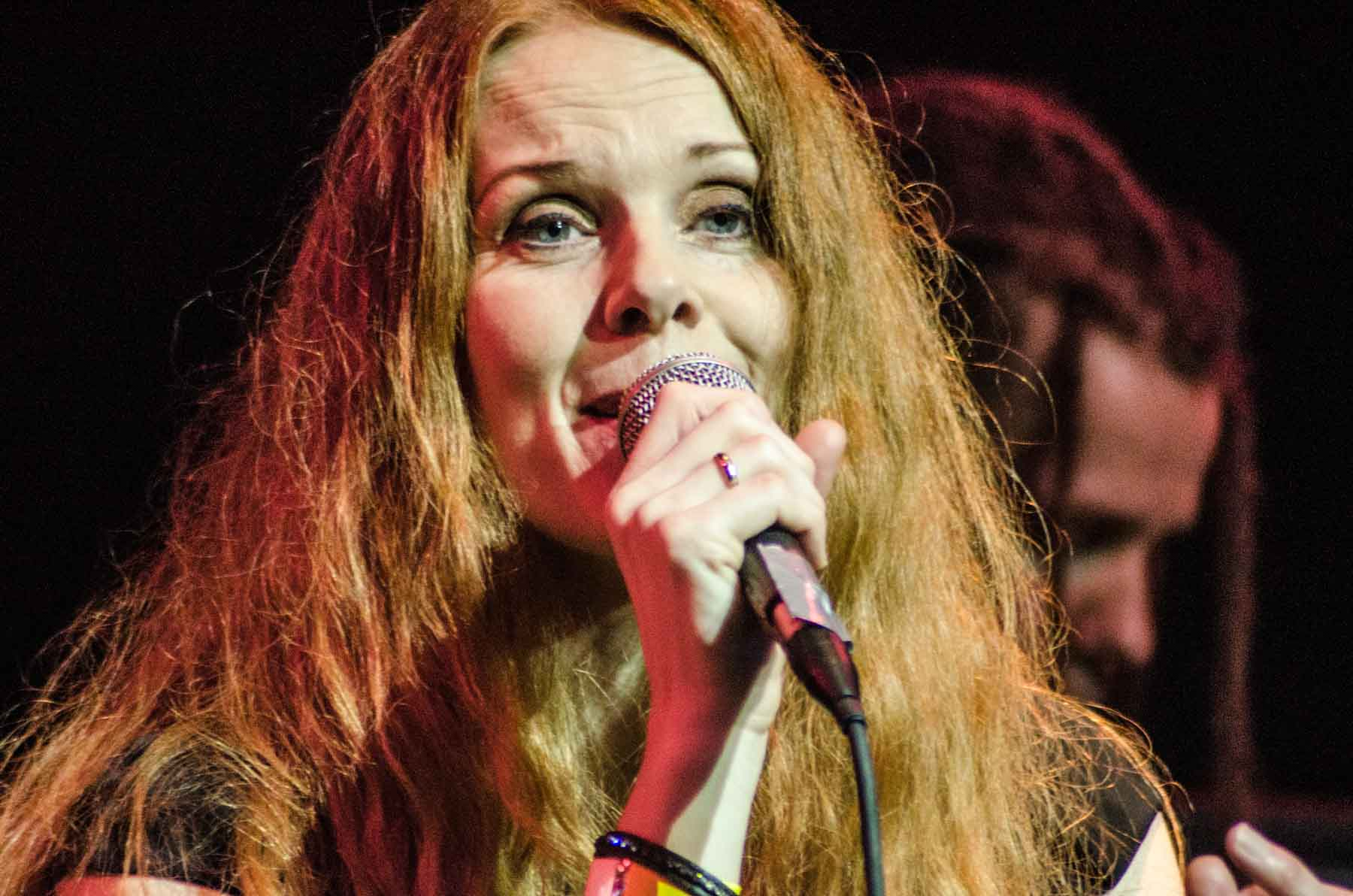
Кари Руэслоттен из викинг-метал-группы Storm.

Образ викинга в популярном понимании — это образ сверхмужественности, и поэтому викинг-метал по своей сути патриархален. Хотя в состав некоторых групп, таких как Kivimetsän Druidi, Storm и Irminsul, входят женщины, а поклонницы-женщины составляют значительную часть аудитории викинг-метала, утверждается, что женщины находятся в подчиненном положении на сцене и редко присутствуют в создании музыки, которую можно рассматривать как форму «государственного строительства»: хотя женщины могут участвовать в процессе государственного строительства, он по-прежнему контролируется мужчинами. В викинг-метале преобладают темы войны и мужественности.
Некоторые исполнители, такие как Burzum, связывают мужественность с норвежскими традициями и гендерными идеалами и, таким образом, рассматривают мужчину-викинга как олицетворение традиционной мужественности. Большинство скандинавских композиций в блэк-метале имеют героическую, маскулинную и милитаристскую тематику – Мьёльнир, Один, Железный крест, берсерки и эйнхерии. И наоборот, Иисус, хотя и является мужской фигурой, в таких песнях, как «Jesu død» группы Burzum, предстает холодным, темным и губящим жизнь. Христианство рассматривается как стигматизация и подавление естественных "темных" сторон мужчины, и поэтому, с точки зрения блэк-метала, истинная мужественность достигается через изучение тёмных сторон человеческой натуры — войны и убийства. Историк культуры Нина Витошек обнаружила, что в Норвегии изображения природы часто имеют символическое значение, связанное с культурной принадлежностью к Норвегии. Витошец прослеживает корни этого идеала в рассказе Тацита о германско-языческой идентичности, который романтизировал германский народ как высший благодаря его связи с природой, и чья жестокость и воинственность противостояли апатичной и декадентствующей римской элите. В блэк-метале скандинавские образы используются для создания представления о естественной и подлинной мужественности, чтобы противостоять репрессивной силе иудео-христианской традиции.

## История

### Bathory

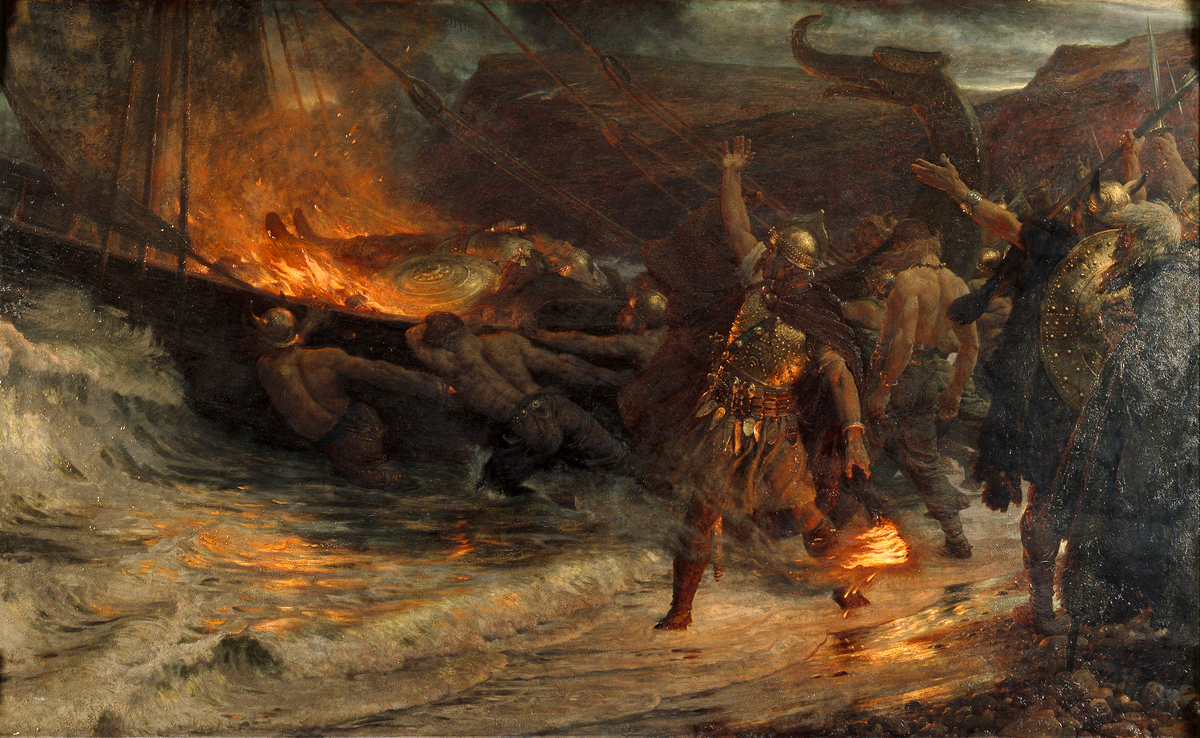
Картина «Похороны викинга» (сэр Фрэнк Дикси), использованная на обложке альбома Hammerheart (1990) группы Bathory.

Корни викинг-метала обычно находятся в скандинавском метале, особенно в сценах дэт- и блэк-метала конца 1980-х. Вдохновленные темами викингов, использованными Manowar, некоторые группы отождествляли себя с викингами гораздо более полно, чем Manowar. В авангарде этого движения стояла шведская группа Bathory. Четвертый альбом группы Blood Fire Death, выпущенный в 1988 году, включает в себя два ранних образца викинг-метала – песни «A Fine Day to Die» и «Blood Fire Death». На обложке Blood Fire Death даже изображена «Дикая охота Одина», картина норвежского художника Петера Николая Арбо, на которой изображен скандинавский бог Один на дикой охоте. Bathory продолжил тему викингов в 1990 году, выпустив Hammerheart, концептуальный альбом, полностью посвященный викингам. Как и у предшественника, на обложке этого альбома представлена картина на тему викингов, на этот раз «Похороны викинга» сэра Фрэнка Дикси.. За этим релизом последовали Twilight of the Gods 1991 года, названный в честь одноименной оперы Вагнера, и Blood on Ice, записанный в 1988–1989 годах, но выпущенный в 1996 году. Hammerheart считается вехой, которая познакомила мир метала с архетипом викинг-метала. Этим альбомом Куортон, основатель группы, вдохновил поколение скандинавских подростков и посеял глубокие антихристианские настроения, кульминацией которых стали насилие и преступления на почве ненависти, совершенные членами норвежского блэк-метал-сообщества в начале 1990-х годов.

### Enslaved

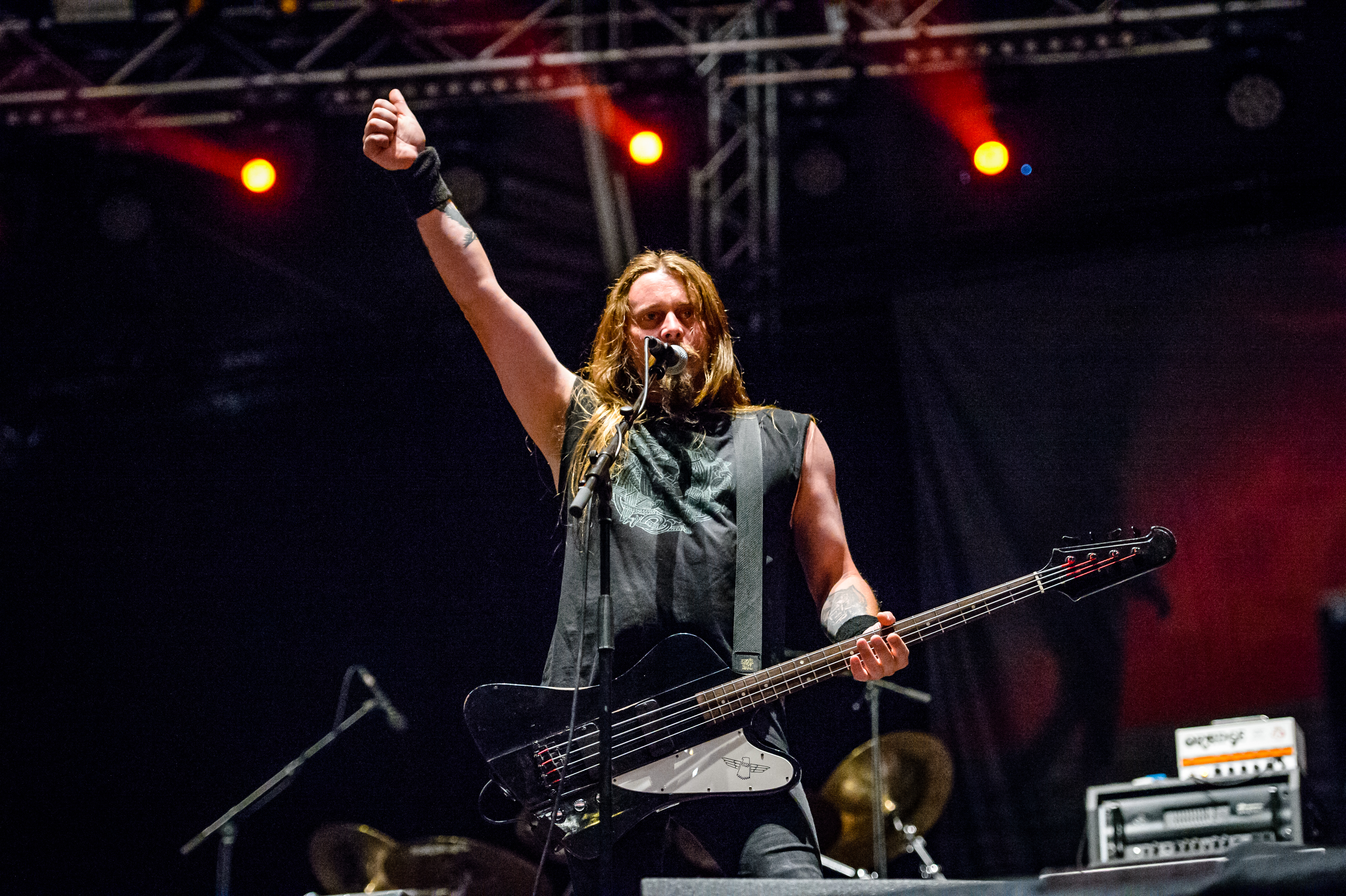
Enslaved.

Группа Enslaved сформировалась в Норвегии в 1991 году, также была названа первой по-настоящему викинг-метал-группой, а EP группы Hordanes Land 1993 года был назван первым настоящим викинг-метал-релизом. В обзоре Eld (1997) отмечалось, что «среди бесчисленных групп, вдохновленных основополагающей викинг-метал-группой Bathory, пожалуй, ни одна не была так верна своему евангелию, как норвежская Enslaved, чья максимальная приверженность даже распространялась на ношение старинных норвежских доспехов и костюмов на сцене». Дебютный альбом группы 1994 года Vikingligr Veldi содержал «многие мелодии, заимствованные из этнической скандинавской народной музыки, чтобы придать дополнительную аутентичность порочному, быстро развивающемуся блэк-металу». Вдохновленные Bathory, Enslaved намеревались «создать викинг-метал, посвященный пересказу норвежских легенд и традиций старины, а не атаковать христианство посредством своего собственного творения: Сатаны». Их второй альбом Frost, также выпущенный в 1994 году, стал «важным релизом для поджанра экстремальной музыки викинг-метала». Хотя все предыдущие записи Enslaved содержали один и тот же тематический материал, Frost стал первым альбомом, который Enslaved назвал викинг-металом. Этот альбом также определил лирический подход группы. Decibel объясняет, что в альбоме Frost басист и вокалист Грютле Кьельсон «знал, что пришло время вернуть богов и богинь своих предков, особенно если это означало, что его версия вещей неизбежно столкнется с христианизированными сказками, которые так часто ассоциируются с нордическими мифами».

### Другие вдохновители
В идеологическом плане индивидуальный проект Варга Викернеса Burzum помог вдохновить сцену викинг-метала благодаря его стойким расистским, националистическим и антииудео-христианским убеждениям, а также его стремлению вернуться к язычеству.
Помимо Bathory, Enslaved и Burzum, пионерами этого стиля считаются еще несколько артистов. Первоначальный басист Emperor Ховард Эллефсен, также известный как Mortiis, был «незаменимой силой в зарождении эпического норвежского викинг-метал-звучания». Несмотря на недолгое пребывание Эллефсена в группе, именно его музыкальные интересы побудили группу смешать хаотичный блэк-метал с синтезаторными мелодиями, основанными на норвежской народной музыке.

### Прочие первопроходцы
Helheim была еще одной влиятельной группой на ранней сцене. Helheim появился на сцене раньше других групп, таких как Einherjer и Thyrfing, когда даже Enslaved находились в зачаточном состоянии. Helheim была не только одной из первых групп, объединивших блэк-метал с викинг-металом, но и одной из первых, включивших стилистически нетрадиционные инструменты, такие как валторны и скрипки. Роберт Мюллер из Metal Hammer утверждает, что викинг-метал так и не утвердился как жанр, и приписывает это Jormundgand, дебютному альбому Helheim 1995 года.
Другими очень влиятельными викинг-метал-группами являются Borknagar, Darkwoods My Betrothed, Einherjer, Ensiferum, Moonsorrow, Thyrfing, и Windir. Траффорд и Плюсковски считают Einherjer, Moonsorrow, Thyrfing и Windir «самыми влиятельными» викинг-метал-группами, а обложки альбомов Einherjer включают множество изображений артефактов викингов, что придает Einherjer наибольшее ощущение викингов из всех групп, исключая Enslaved. Работы Einherjer охватывают всю хронологию искусства викингов: от Осеберга 8-го и 9-го веков до Урнесов 11-го и 12-го веков.

### Amon Amarth и Unleashed
Музыку Amon Amarth и Unleashed можно было бы охарактеризовать как дэт-метал, но в ней присутствуют лирические мотивы викингов, и поэтому считается, что эти группы расширили сферу применения викинг-метала. В то время как скандинавские мифы были в основном важны для блэк-метала, особенно для норвежской сцены начала 1990-х, а также для более молодого жанра пейган-метал, такие группы, как Unleashed, начали внедрять эти мифы в дэт-метал еще до появления Amon Amarth. Unleashed создали прецедент для многих будущих блэк-метал-групп, отказавшись от общей дэт-металлической темы крови и вместо этого сосредоточившись на дохристианском шведском язычестве, в частности, на эпохе викингов и древнескандинавской религии. Amon Amarth и Unleashed выступают против ярлыка «викинг-метал». Юхан Хегг из Amon Amarth заявил: «Странно называть группу по тексту песен, потому что в этом случае Iron Maiden — это викинг-метал-группа, Black Sabbath — викинг-метал-группа, Led Zeppelin — викинг-метал-группа». Джонни Хедлунд из Unleashed утверждает, что группа всегда играла и будет играть дэт-метал, комментируя это так: «Тексты песен о викингах вы найдете примерно в трех-пяти песнях на каждом альбоме Unleashed, начиная с 1991 года и далее. Я не думаю, что сам по себе этот факт каким-то образом переопределяет наш стиль».

### Распространение за пределами стран Северной Европы
Некоторые участники викинг-метал-сцены считают, что человек не может быть викингом, если он сам не имеет североевропейского происхождения. По словам Траффорда и Плюсковски, участники практически всех викинг-метал-групп заявляют о своём происхождении от викингов, и после своего зарождения в Скандинавии викинг-метал распространился на территориях, исторически заселенных викингами, включая Англию, Россию и Нормандию. Викинг-метал-группы сформировались даже в США и Канаде, их участники заявляли, что они произошли от викингов, либо непосредственно из Скандинавии или Англии. Эта сцена также распространилась на другие части Северной Европы в регионах, объединенных общим германским наследием, таких как Австрия, Германия и Нидерланды. Например, австрийская группа Valhalla широко использует иконографию викингов, в том числе рогатые шлемы. Еще одним австрийским примером является Amestigon, который на обложке своего промо-альбома Remembering Ancient Origins изображает вырезанную из дерева сцену, где Зигфрид убивает Регина, изображение взято с панели, хранящейся в деревянной церкви Хилестада.
Одной из первых викинг-метал-групп нескандинавского происхождения был немецкий проект Falkenbach. Основанный в 1989 году фронтменом Вратьясом Вакьясом, он исполняет смесь блэк-метала и фолк-музыки, с текстами, основанными на мифологиях, религиях и народных традициях Западной и Северной Европы. Голландские группы Heidevolk, Slechtvalk и Fenris также называют викинг-металом, хотя бывший вокалист Heidevolk Йорис Богддринкер утверждает, что Heidevolk никогда не пытался «разыграть карту викингов или пангерманскую карту», вместо этого предпочитая писать о местной голландской истории. Швейцарская группа Eluveitie в шутку называет свою музыку «новой волной фолк-метала», вокалист Кригель Гланцманн объясняет это тем, что «весь фолк-метал тогда был еще совершенно новым, и сцена и музыкальная пресса искали новые лейблы для такой музыки, поэтому они придумали Forest Metal, Viking Metal, Heathen Metal, Pagan Metal, бла-бла-бла, и мы просто почувствовали, что это действительно смешно».
Есть и более экзотические представители викинг-метала, вроде Viking Throne из Бразилии, Cygnus из Колумбии или Lex Talion из Аргентины.

## Представители
Журнал Metal Hammer опубликовал список из 10 самых важных альбомов викинг-метала:
- Heavy Load – Stronger Than Evil (1983)
- Bathory – Hammerheart (1990)
- Enslaved – Eld (1997)
- Borknagar – The Olden Domain (1997)
- Vintersorg – Till fjälls (1998)
- Doomsword – Let Battle Commence (2003)
- Einherjer – Blot (2003)
- Týr – Eric The Red (2003)
- Unleashed – Midvinterblot (2006)
- Amon Amarth – Twilight of the Thunder God (2008)

В России
Наиболее известные представители в России: Nomans Land, Ulfdallir, Mjød.

## Комментарии
1. ↑  Могильник Саттон-Ху технически не является местом захоронения викингов. Он принадлежит восточным англам и датируется веком до эпохи викингов.[60] Это место часто ошибочно относят к викингам.[61]
2. ↑  Например, немецкий проект Falkenbach, помимо английского и древнескандинавского языка, писал также на немецком, древневерхненемецком и латыни.[69] Немецкая группа Obscurity пишет тексты на немецком языке.[70] Голландская группа Heidevolk пишет полностью на голландском языке,[71] а Fenris и Slechtvalk, также голландские проекты, помимо английского используют голландский язык.[72] Slechtvalk также записала песню на латыни.[73] Финская группа Korpiklaani, когда она записывалась под прежним названием Shaman, писала на саамских языках, но отказалась от использования этих языков, когда сменила название и стиль.[74] Швейцарская группа Eluveitie пишет большую часть своей музыки на галльском языке.[75]
3. ↑  В частности, в миниальбомах Leve Vikingånden (1995) и Far Far North (1997) используется амулет в виде Мьёльнира, в Dragons of the North (1996) изображён резной столб осебергской ладьи, а Blot (2003) включает часть лука в стиле Еллинг. Более сложным является обложка Odin Owns Ye All (1998), которая в стиле резьбы по дереву, освещенной огнем, изображает одноглазого бога и двух его бдительных воронов, окруженных орнаментом, похожим на усики и животных, найденных в ставкирке в Урнесе.[110]